# Orlando Anderson
Orlando Tive "Baby Lane" Anderson (13 de agosto de 1974 – 29 de mayo de 1998) fue un afiliado de la banda callejera Southside Crips, aunque gran parte de su reconocimiento se debe a que es el presunto responsable de la muerte del insigne rapero Tupac Shakur. Durante la noche del 7 de septiembre de 1996 en Las Vegas, Anderson y los amigos de Tupac se involucraron en una pelea en el MGM Grand Hotel tres horas antes de que Tupac fuera disparado. Se dice que Anderson se jactaba de haber disparado al rapero, algo que negó en las entrevistas. El Departamento Metropolitano de la Policía de Las Vegas consideró a Anderson como sospechoso, aunque fueron incapaces de vincularlo directamente con el asesinato. Afeni Shakur, la madre de Tupac, presentó una denuncia por homicidio culposo contra Anderson. El caso estaba programado para septiembre de 1998, pero nunca se celebró debido a la muerte de Anderson.

## Vida privada
Era un desempleado padre de tres hijos y vivía con su novia Rasheena Smith en su apartamento en Lakewood, justo al sureste de Compton. Ella era una estudiante de enfermería, tenían dos niñas, la mayor, Krystal, de 2 años de edad, y la menor, Courtney, de un año. Pero también tenía otra relación con una chica llamada Taiece Lanier, que acababa de dar a luz a una niña, Ariel. El tío de Orlando, Kefee D vivió en una casa blanca al lado. 

## Cuestiones jurídicas
Antes del asesinato de Tupac Shakur estaba siendo investigado por asesinar a un hombre de un tiro a la cabeza. Tim Brennan y Robert Ladd pidieron una orden de allanamiento a toda la pandilla para ayudar a la investigación en Las Vegas con ayuda de la policía de Compton. Sin embargo Orlando no dijo nada acerca del asesinato:

Yo no tengo nada que ver, yo soy como la víctima. Lo lamento por él.

## Vida
La madre de Orlando, Charlotte trabajó turnos de 12 horas para mantener a sus hijos, pero en la mayoría de los fines de semana habría alguna reunión familiar grande que unió a todos a practicar deportes y tener una gran comida.
Un amigo rapero de Orlando recuerda que envidiaba la cercanía de la familia de Anderson: "Todos tuvimos problemas con nuestros padres. Nuestras madres eran en la grieta y nuestros padres no estaban cerca. Orlando tenía algo que yo no tengo, y que era de la familia. Todavía estaba en la escuela.'. 
El hermano de Orlando no niega que su hermano estaba involucrado en bandas locales en sus primeros años de adolescencia, pero dice que era demasiado inteligente como para seguir participando. La policía de Compton declararon que Orlando era de hecho un pandillero;pero, Tyise Tooles, un amigo y excompañero de Orlando en Domínguez High School, en Compton dice: "No era ese tipo de persona en absoluto, era una persona amable muy, pero muy genial." 
La familia de Orlando Anderson no le gusta mucho la prensa, ni la forma en que ha representado Orlando. Más allá de la emisión de un escueto comunicado en octubre de 1996 insistiendo en su inocencia, se han negado a ser entrevistado. Inicialmente, cuando se le preguntó, se negaron a hablar. Por último, seis meses más tarde, se delega el medio hermano de Orlando, Pooh para hablar en su nombre. Pooh dice que los periodistas tienen todo mal. Orlando era un chico tranquilo: 'Nunca causado un problema. Una cosa acerca de él es que siempre estuvo involucrado en cosas positivas. Siempre, siempre, siempre '. Él era un estudiante consciente que pasó sus exámenes. Durante un tiempo, se fue a Taft High, una escuela para alumnos de alto rendimiento en el valle - la misma escuela que el rapero Ice Cube fue. Pooh dice que no está seguro de por qué Orlando fue enviado allí, aunque en ese momento la ciudad hizo operar programas para sacar a los niños que estaban en riesgo de involucrarse en los estilos de vida de bandas de escuelas fuera del área. Orlando volvió a Domínguez alta para su último año y empezó a salir con una joven llamada Rasheena Smith. Hay una foto de ellos en el anuario de la escuela, fotografiado en el año 1992 La cita dice: "Orlando Anderson y Rashina Smith".
Los pandilleros a menudo no se gradúan, pero Orlando consiguió su diploma de ese año. Su anillo de la clase seguía siendo su pieza favorita de la joyería. Ese año, hubo un asombroso número de 803 muertes relacionadas con pandillas en el Condado. El anuario contiene un anuncio a toda página y varias más pequeñas para los depósitos de cadáveres de la vecindad. Orlando había sido de una infancia segura. Su padre, Harvey Lee Anderson, se separó de su madre, Charlotte Davis, pero Orlando había crecido con su bisabuela en la casa de Utah en South Burris Road, rodeado de mujeres, hombres y abuelos.

## Sus Sueños
Irónicamente, resulta que lo que realmente Orlando soñaba era en tener una carrera en el negocio de la música, pero en 1996, año en que cumplió 22 años, había avanzado muy poco. Vivía con Rasheena en su apartamento en Lakewood, justo al sureste de Compton. Ella era una estudiante de enfermería, y por aquel entonces tenían dos niñas, Krystal, dos años de edad, y Courtney, uno. Pero también tenía otra relación, con una chica llamada Taiece Lanier, que acababa de dar a luz a una niña, Ariel. Sólo cuando Pooh volvió a Compton en mayo después de graduarse de la universidad es que las cosas comienzan a avanzar. Él y Orlando decidieron iniciar un sello discográfico juntos y, creyendo en el poder de la positividad, lo llamó Success Records. La otra pasión de Orlando fue el deporte. Así que el 7 de septiembre, fue a Las Vegas con sus amigos en un coche prestado para ver la pelea de Tyson, al registrarse en el hotel Excalibur justo al otro lado de la calle del MGM Grand.

## MGM Grand Hotel
Tupac había tenido asientos de primera fila. Según los informes, Orlando había logrado colarse en la parte posterior. Se cree que Orlando robo un collar a un miembro del séquito de Death Row, después de que Tupac lo viera en el MGM Grand Hotel gracias  Trevon Lane, un MOB Piru, amigo de Suge Knight, este fuera hacía el y le dijera: "Eres del Sur?"  y luego, a la vista de los transeúntes y las cámaras de seguridad del hotel le dio un puñetazo y lo estrelló contra el costado de la cabeza de Orlando, tirándolo al suelo. Knight, el propietario de la disquera Death Row de Tupac, se unió con el resto de la comitiva de Shakur, dando patadas a Anderson en la cabeza y el cuerpo antes de desaparecer en la noche. Unas horas más tarde, Tupac fue tiroteado por un hombre armado que se detuvo al lado del vehículo que lo transportaba a él y a Suge por el centro de Las Vegas. Seis días más tarde, el más grande ícono del hip hop estaba muerto. No pasó mucho tiempo antes de que los rumores comenzaran a aparecer diciendo que Orlando Anderson fue el que apretó el gatillo. Orlando era del lado sur de Compton.

## Septiembre de 1996
El 12 de septiembre, la policía de Compton recibió un informe de un contacto de banda que dice que los Bloods afiliados a Death Row hicieron que Tupac peleará con Orlando ya que había sido motivado por un incidente unos meses antes: un Piru Blood había sido asaltados en un Foot Locker por un Southside Crip por una cadena de Death Row- en Lakewood Mall. El Blood,  Trevon 'Tray' Lane, llevaba un collar de oro de la que colgaba un emblema de Death Row- un regalo personal de Suge Knight. El Crip se lo arrancó. En el centro sur, eso es como tomar un trofeo de guerra. De acuerdo con el informante, Tray había sido parte de la pandilla de Death Row la noche de la pelea Tyson y le había dicho a Tupac  segundos antes de que Orlando Anderson fue agredido, que Orlando era el Crip que lo había enfrentado en el Foot Locker.

## Después de la muerte de Tupac
En Compton, una sangrienta guerra estalló entre los lados norte y sur. En los próximos días, la policía contaron 12 incidentes de disparos y tres muertes. La paranoia se apoderó del vecindario. Había rumores de que Bloods se estaban ofreciendo $10,000 por cada Southside Crip asesinado. En la noche del 2 de octubre, 300 policías se abalanzaron sobre las casas de pandilleros conocidos en Compton y los barrios del sur y el este. La incursión era aparentemente parte de una ofensiva para tratar de detener la guerra. Pero también dio a la policía de Compton la oportunidad de detener a Orlando. La declaración jurada de que la policía se preparaba con el fin de obtener la orden de detención de informantes adicionales que unieron Orlando a la guerra de bandas violentas. La policía detuvo a Orlando - no por el asesinato de Tupac Shakur, pero el 12 de abril si no por el asesinato de un hombre llamado Edward Webb, que había sido atacado por la espalda en una fiesta y muerto a tiros por varios hombres de raza negra. Detectives de Las Vegas acompañados de la policía de Compton, listo para cuestionar Orlando sobre su participación en el asesinato de Tupac, pero ni la policía ni Compton el departamento de policía de Las Vegas fue capaz de convertir la evidencia circunstancial de los informantes en cualquier cosa que haría un caso. En realidad, gran parte de su declaración jurada sólo se detalla lo que los miembros de las bandas Blood y sus asociados en Death Row Records sobre una supuesta pelea con Crips. La policía de Las Vegas no pudo enlazar con el asesinato de Orlando a Tupac, ni estaba la policía de Compton capaz de satisfacer el fiscal de distrito que no tenían suficiente para retenerlo incluso por el asesinato de Edward Webb. DA Janet Moore ordenó que Orlando sea libre.
'Orlando tuvo una visión", dice Greg Cruz, propietario de Underworld Records, una tienda de mamá y papá local y un amigo cercano de Eazy E. Cruz afirma que fue asesor de negocios de Orlando. "Era una persona muy tranquila afable. Sus palabras hacen eco de lo que he escuchado de tantos otros. Orlando fue muy querido por aquí; todo el mundo dice que era generoso y carismático y no violento." Le preguntarón cómo Orlando, un hombre desempleado con cuatro hijas, podría permitirse el lujo de establecer su estudio. 'Era el dinero de la demanda ", dice vagamente. "Bueno, no es ningún secreto. Death Row había hecho algunos pagos a él. Ese es el dinero que utilizaba '. Orlando fue citado a declarar como testigo en las audiencias de libertad condicional de Suge. Al ser entrevistado por la policía de Las Vegas, Orlando les había dicho claramente Suge le había asaltado. Pero en el estrado de los testigos, invirtió su testimonio. Suge fue 'el único que oí decir: "Deja de hacer esta mierda!" "Como juez presidente de la Corte Superior de Los Angeles Stephen J Czuleger señaló, Orlando estaba obviamente mintiendo.

## Asesinato
Orlando Anderson murió en un tiroteo cuando él y su amigo, Michael Reed Dorrough, fueron al lavadero de coches en Alondra y se metió en una discusión con Gerry Stone, un Corner Pocket Crip. Stone sacó un arma, pero Dorrough le rogó que la dejara. Cuando puso el arma de Stone a distancia, Anderson sacó su arma y disparó a Stone. De acuerdo con testigos, el tío de Stone, Michael Stone, también un miembro de Corner Pocket Crip, sacó su arma y disparó contra Anderson. Dorrough que estaba desarmado también fue herido cuando Anderson recibió un disparo. Cogió la pistola de Anderson y devolvieron el fuego, matando a Michael Stone. Dorrough el único superviviente dejó la escena herido, pero solo lo hizo una cuadra cuando los paramédicos lo llevaron al hospital. A pesar de que su abogado argumentó que Dorrough estaba actuando en defensa propia cuando disparó a Stone, fue acusado de las tres muertes y condenado a cadena perpetua.

## Confesión de Keffe D
En 2011, Greg Kading,  un antiguo investigador de homicidios de LAPD, logró que Keffe D, tío de Orlando, confesara, diciendo que él, acompañado de Terrance Brown "T-Brown", Deandre Smith "DRE"  y Orlando, asesinaron a Tupac.
Keffe explica que planeaban esperar a Tupac en el Club 662 para asesinarlo, pero al ver que no llegaban decidieron irse, gracias a las mujeres que gritaban el nombre de Tupac, estos fueron capaces de encontrarlo, se tenía planeado que Keffe lo asesinara, pero este iba en el asiento del copiloto y para eso este debería disparar frente a su conductor, así que iba entregarle el arma a Dre, pero este no quiso usarla, así que Orlando, disparando a través de Dre.
Keffe D dice que Sean Combs y Biggie les ofrecieron $1 millón de dólares a cambio de matar a Tupac, Combs lo acepta.

## Después de su Muerte
Orlando Anderson apareció (no estando presente) en el programa de A&E (canal de televisión) "Who Killed Tupac" de 2017, en el cual investigan al asesino de Tupac. También apareció en el documental "Murder Rap: Inside the Biggie and Tupac Murders" de 2015, dirigido por Michael Dorsey y escrito por Greg Kading (basado en el libro "Murder Rap: The Untold Story of the Biggie Smalls & Tupac Shakur Murder Investigations")